# Fulang-Chang et moi
Fulang-Chang et moi est un tableau réalisé par la peintre mexicaine Frida Kahlo en 1937. Cette huile sur carton est le premier d'une série d'autoportraits dans lesquels l'artiste se représente avec un ou plusieurs animaux de compagnie. Elle s'y figure en buste avec l'un de ses singes capucins, Fulang-Chang, devant elle au premier plan. Partageant un même ruban rose, ils se tiennent devant plusieurs plantes, parmi lesquelles des cactées.
La peinture s'est vue adjoindre un encadrement peint en 1939, année où elle accepte par ailleurs pour pendant un miroir avec le même type de bordure. Ce diptyque est offert par Kahlo à son amie Mary Schapiro Sklar, la sœur de l'historien d'art Meyer Schapiro. Légué par celle-ci, il est à présent conservé au Museum of Modern Art, à New York, aux États-Unis. Un double portrait similaire de peu ultérieur est l'Autoportrait avec un singe, quant à lui à la galerie d'art Albright-Knox de Buffalo, également dans l'État de New York.